# Expedição à Enxovia
A Expedição à Enxovia deu-se em 1487, quando uma força portuguesa desembarcou em Anfa e saqueou a região entre aquela cidade e Larache.

## História
Em 1487, D. João II de Portugal começou a preparar uma frota para levar a cabo um ataque surpresa contra Marrocos mas o plano foi abandonado.  Ao invés, o rei decidiu responder a um apelo feito por Mulei Benfageja, parente próximo do sultão oatácida, que pedia uma expedição punitiva contra os habitantes de Enxovia, entre Anfa e Larache, que se haviam revoltado.
A expedição zarpou em Agosto de 1487, com 150 cavaleiros e 1000 homens de infantaria, entre besteiros e arcabuzeiros, sob o comando de D. Diogo Fernandes de Almeida, acompanhado por D. João de Ataíde. Ancoraram no porto de Anfa, destruída num ataque anterior, em 1469, e dalí D. Diogo enviou batedores ou espiões a terra para fazer o reconhecimento da região.
Vários cavaleiros andaluzes juntaram-se aos portugueses. Tendo identificado uma série de aldeamentos no interior, os portugueses desembarcaram naquela noite e atacaram as aldeias e acampamentos berberes ao longo da costa entre Anfa e uma região a norte do rio Sebou, cinco léguas a sul de Larache, que os portugueses identificaram como "Alagoas", matando 900 e capturando 300, 400 ou 900 pessoas, cavalos e gado.